# Música en la Antigüedad
La música en la Edad media es la historia de la música en los tiempos antiguos y dado que la música es algo connatural al ser humano, como ha probado la antropología, también la que se producía en periodos anteriores, que no eran  históricos (la Edad Media), a pesar de que para unos períodos habrá testimonios escritos y para otros únicamente los restos de la cultura material ligada a la música (los propios instrumentos musicales).
No debe confundirse con el concepto de, que se utiliza de forma equivalente a la música clásica, anterior al siglo XVIII y limitada geográficamente a Europa Occidental.

## La música en la Prehistoria
Desde que hay humanos en la tierra existen muchas manifestaciones musicales y culturales, pues éstas son consecuencia de la necesidad del ser humano de comunicarse o de expresar sentimientos. Incluso antes de que la humanidad comenzara a fabricar instrumentos musicales ya hacía música cantando, aplaudiendo o golpeando objetos. La antropología ha demostrado la íntima relación entre la especie humana y la música, mientras que algunas interpretaciones tradicionales vinculan su surgimiento a actividades intelectuales vinculadas al concepto de lo sobrenatural (haciéndola cumplir una función de finalidad supersticiosa, mágica o religiosa), actualmente se la relaciona con los rituales de apareamiento y con el trabajo colectivo. Esas primeras canciones se harían a base de muchas repeticiones o eran de un ámbito melódico muy limitado, muy cercanas al lenguaje hablado. Se conservan huellas de un cierto lenguaje musical en unos jeroglíficos que indican el ascenso o descenso del sonido mediante el movimiento de la mano con los dedos índices.
Las evidencias son pocas, pero las existentes parecen indicar, la existencia de ciertos "instrumentos musicales" ya en la Prehistoria. No hay más que ver los ritmos que en canciones y bailes, poseen prácticamente todos los pueblos que hasta nuestros días, han conservado un modo de vida, muy parecido al de nuestros antepasados.
Los raspadores son un ejemplo de ello, se trata de lo más básico a la hora de producir sonidos, aparte de dar golpes contra algo o producirlos con la voz. Los raspadores consisten en pequeños fragmentos de huesos con muescas paralelas, que al frotarlas con otro utensilio, como una madera o púa, producen sonidos. Se halló un raspador de entre 50 000 y 40 000 años originario de Schulen (norte de Bélgica) y se ha descartado que estas marcas se hayan producido por algún animal. Los raspadores son unos objetos muy conocidos y su distribución es prácticamente mundial. Su simplicidad hace que gane puntos a favor en ser uno de los primeros instrumentos inventados.
Aunque ha sido descubierto un nuevo hallazgo en la música prehistórica, que podría dar un giro de gran relieve a la hora de situarnos en el tiempo, ya que en investigaciones realizadas en 2009 en la cueva Geibenklösterle, Alemania, un importante yacimiento del Paleolítico, se han encontrado dos flautas de hace unos 43 000 años, estudio corroborado gracias a nuevos métodos de datación. Una está hecha con marfil de mamut y otra con el hueso radio de un buitre leonado. Esto indica que podrían estar, entre los primeros instrumentos musicales de la Humanidad. El hecho de que ya entonces existiera la música como una actividad creativa, da idea del desarrollo simbólico y de la cohesión social de aquellos primitivos grupos humanos de cazadores y recolectores.
Se han encontrado objetos muy antiguos, del paleolítico medio, con agujeros que recuerdan a flautas, pero los estudios indican que no eran tales, porque en este caso sí aparecen las marcas de los colmillos de animales. Se duda mucho de la capacidad simbólica de los neandertales, pero algunos de los restos dejados por ellos hacen cuestionar hasta qué punto podrían crear lo que nosotros llamamos música. Las falanges de animales perforadas por ellos (yacimiento de Prolom III, Crimea) pueden haber sido realizados para extraer la médula, pero también para usarlos como silbatos. En definitiva, sobre todo esto es difícil decir algo y las opiniones están muy enfrentadas. Si fuese cierto que fuesen silbatos, también puede que se utilizaran para producir sonidos con algún fin práctico, como señuelos en la caza, señales de aviso o imitación de algún animal.
En el Paleolítico Superior la cosa cambia por completo, la evidencia de raspadores es clara, como el de la cueva de Pekárna (Moravia) y en el Neolítico ya es incuestionable, tanto en Oriente Próximo como en Europa (Janakavo, Polonia). Flautas y silbatos de tres a siete agujeros se han encontrado desde Francia a Rusia con una antigüedad de entre 20 000 y 15 000 años, realizadas en huesos de pájaros, oso o reno. Algunos de estos silbatos están decorados con dibujos grabados.
Pero la colección más espectacular de instrumentos musicales del Paleolítico Superior es la del yacimiento de Mezin o Mezhirich (Ucrania), en las casas de mamut, aun en la era glacial. Son instrumentos de percusión realizados con huesos de mamut decorados con ocre, también existe una castañuela y dos maracas de marfil.
Por otro lado están las propiedades acústicas de las cuevas, que seguro pudieron potenciarse en las ceremonias. Algunas estalactitas vibran y emiten sonidos al ser golpeadas por otros objetos. Por ejemplo, en la cueva de Nerja (Málaga - España) se pueden observar las huellas de esta acción en algunas de ellas. En la actualidad en esta cueva, se realizan varios conciertos gracias a dichas propiedades acústicas.
Pero lo más cercano a nosotros, es sin duda el uso de las caracolas marinas. Se han encontrado en varios yacimientos y el soplar por ellas siempre ha tenido una función ceremonial en muchos lugares del mundo, incluso su uso con este fin nos ha llegado hasta hoy. Los silbatos de cerámica con un solo agujero (parecido a las ocarinas) y maracas de arcilla, así como tambores se encuentran en un número mayor a partir del Neolítico.

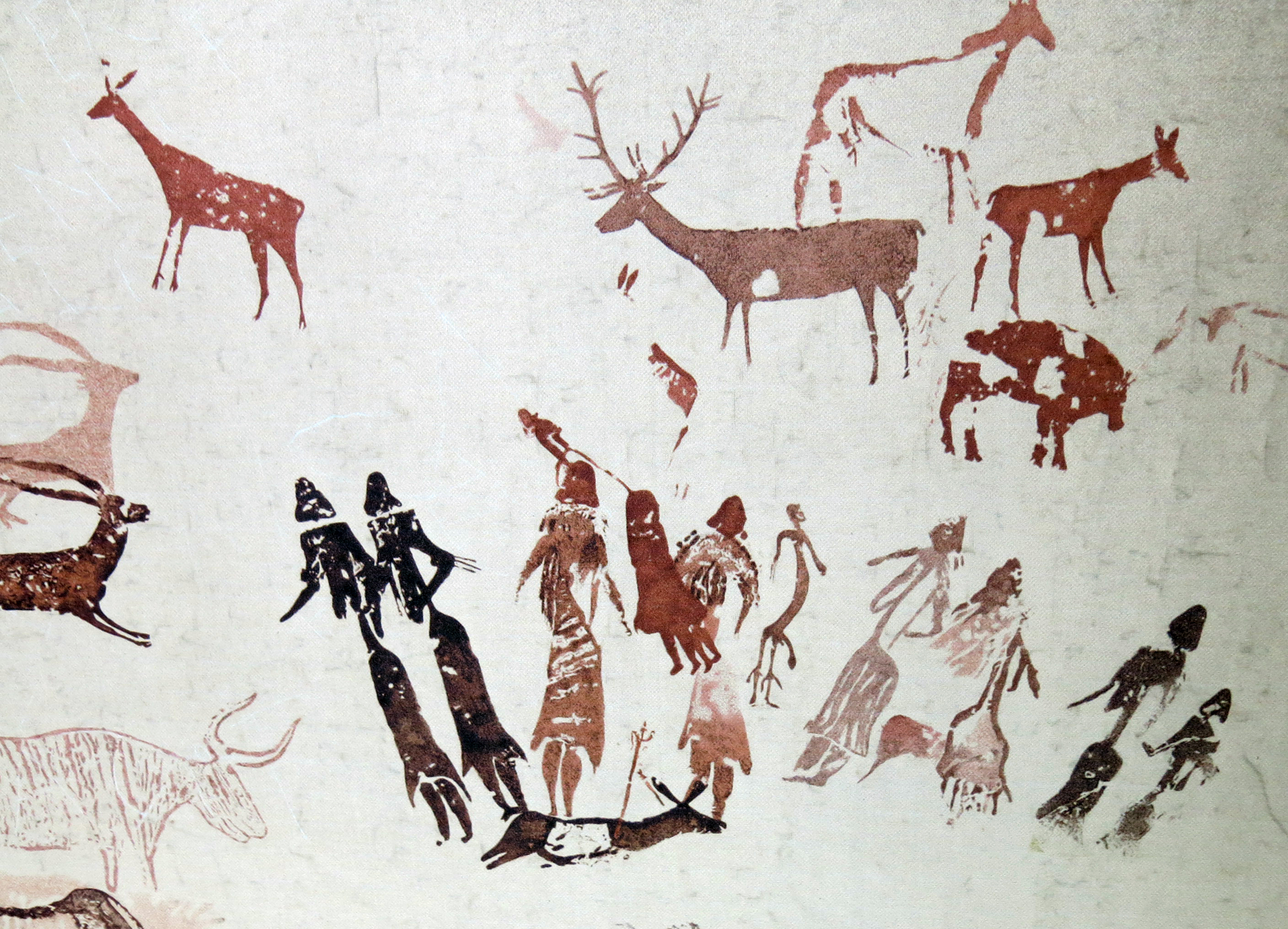
Danza en las Cuevas de El Cogul (Lérida). En esta pintura rupestre varias mujeres danzan alrededor de un hombre desnudo. Los ritos asociados con danzas y ritmos repetitivos eran habituales en casi todas las culturas prehistóricas.

El hombre primitivo encontraba música en la naturaleza y en su propia voz. También aprendió a valerse de rudimentarios objetos (huesos, cañas, troncos, conchas...) para producir sonidos.
Hay constancia de que hace unos 50 siglos en Sumeria ya contaban con instrumentos de percusión y cuerda (lira y arpa). Los cantos cultos antiguos eran más bien lamentaciones sobre textos poéticos.
La música está basada principalmente en ritmos y movimientos que imitan a los animales.  Las manifestaciones musicales del hombre consisten en la exteriorización de sus sentimientos a través del sonido emanado de su propia voz y con el fin de distinguirlo del habla que utiliza para comunicarse con otros seres.
Los primeros instrumentos fueron objetos, utensilios o el mismo cuerpo del hombre que podían producir sonidos.  Estos instrumentos podemos clasificarlos en a) Autófonos: aquellos que producen sonidos por medio de la materia con que la que están construidos; b) Membranófonos: serie de instrumentos más sencillos que los construidos por el hombre. Tambores: hechos con una membrana tirante, sobre una nuez de coco, un recipiente cualquiera o una verdadera y auténtica caja de resonancia; c) Cordófonos: de cuerda, el arpa; d) Aerófonos: el sonido se origina en ellos por vibraciones de una columna de aire.  Uno de los primeros instrumentos: la "flauta" en un principio construida con un hueso con agujeros.
También, usaban caparazones de tortugas.

## La música en la Edad Antigua
=== Antiguo Oriente === 
El concepto de [Antiguo Oriente] incluye a las civilizaciones del Próximo Oriente (Mesopotamia y Egipto, donde surge en primer lugar la civilización en torno al IV milenio a. C.) y a las del Extremo Oriente (India, China y Japón, donde las civilizaciones surgen algo más tarde).

#### China antigua: simbología y textura en la música tradicional china

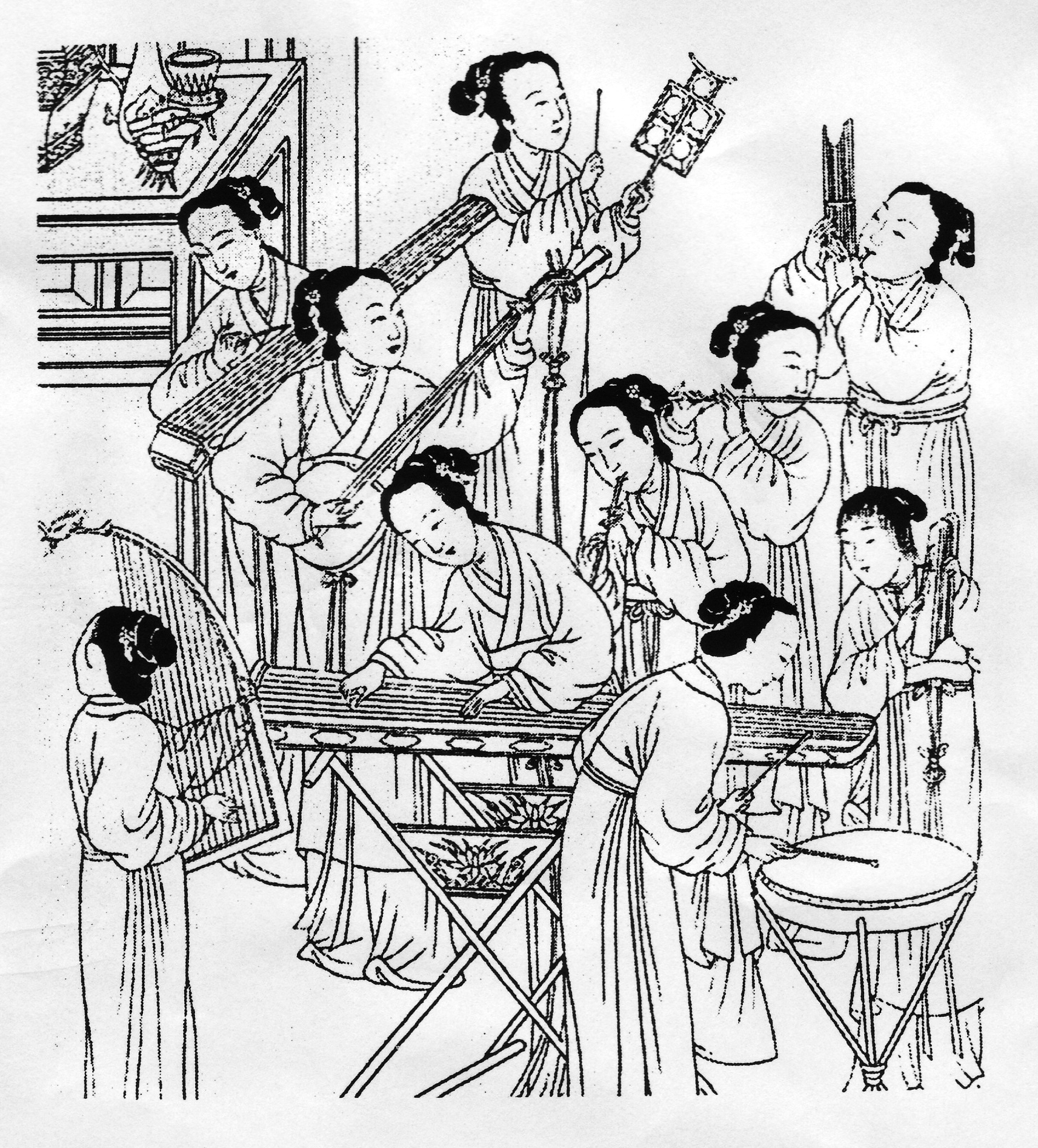
Representación de los instrumentos tradicionalmente utilizados en la música tradicional china.

Desde los tiempos más antiguos, en China la música era tenida en máxima consideración.  Todas las dinastías le dedican un apartado especial.  Aún hoy la música China está empapada de la tradición secular, legendaria y misteriosa de una de las filosofías más antiguas del mundo.
En el teatro chino tradicional, la música juega un papel fundamental anexo a las representaciones.  Los parámetros a la hora de elegir, los repertorios siempre han sido concordantes con la búsqueda de la armonía social, dentro del contexto histórico de cada momento, con su estética correspondiente.
Los chinos deben haber percibido la altura relativa de los sonidos de manera empírica, sin necesidad de Fengs humanos ni mitológicos, sin arrullos de olas ni enviados al Olimpo chino. Como cosa natural debieron haber relacionado las distintas longitudes de los tubos con los distintos sonidos que en estos se obtienen. No es raro, tampoco, que les hayan aplicado la relación 3:2, dado que esta tenía para ellos un valor simbólico: armonizar el cielo con la tierra.
Un sistema musical "representa el inventario de sonidos de que se vale una música, la altura y distancia de sonidos musicales entre sí". Si ubicamos que corresponde a una quinta justa, un poco más chica que la que se obtiene con cuerdas. Este principio se denomina cíclico, porque el total de sonidos que integra la escala repertorio, se va generando por una constante matemática en las longitudes de los tubos que integran el sistema. Musicalmente se manifiesta por intervalos de quinta justa al ascender y de cuarta justa al descender.
La explicación acústica que sustenta este sistema musical es el de la quinta soplada. Si soplamos con fuerza en un tubo cerrado, correspondiente, por ejemplo, a Fa4 se obtendrá una quinta justa superior, es decir Do5. Pero este Do5 también se puede obtener soplando normalmente en otro tubo que mida dos tercios de la longitud del primero.
Al cortarse un tercer tubo, que mida dos tercios de Do5 se obtendrá una quinta justa superior a Do5, es decir, Sol5. Como este sonido está muy alejado de huang-chung, se duplica su longitud y se obtiene Sol4, dado que la relación doble corresponde a la octava.
Pero los teóricos chinos se dieron cuenta de que podían obtener ese mismo Sol4, cortando un tubo que midiera cuatro tercios de Do5.
Trabajando así, y siempre sucesivamente con las relaciones dos tercios y cuatro tercios, llegaron a la escala de los 12 lu, con la cual se alcanza la octava. No la octava justa, por cierto, ya que la razón 1:2 nunca equivale a la ecuación 12 2/3. Obtuvieron entonces, una escala dodecafónica de temperamento desigual.
El peligro de esta escala cíclica es que, por más precauciones que se adopten, las fracciones se hacen cada vez más complicadas e irreductibles a números enteros. Si otorgamos el número ochenta y uno al huang-chung y le aplicamos el principio cíclico (2/3 - 4/3) al llegar al sexto lu comienzan números con fracciones, y cada vez se hacen más complicadas las ecuaciones a realizar: 81 - 54 - 72 - 48 - 64 - 42,666 - 56,888 - etc., meros lu para su escala usual.

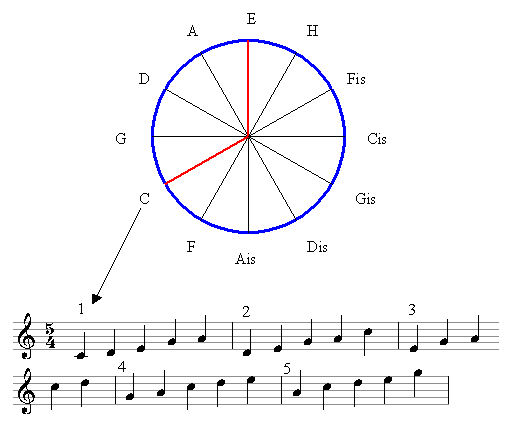
Sistema tonal chino tradicional.

En el s.IV a. C. los teóricos chinos trataron de archivar las quintas para alcanzar la octava, es decir, intentaron el temperamento igual, pero solo en el año 1596 el Príncipe Tsai-Yu propone afinar los tubos según un principio equivalente al temperamento igual.
Para la afinación de los lu no se altera, los construyeron en piedra o metal, materiales más durables que las cañas de bambú. Los lu construidos con lajas constituyeron los litófonos o carrilloner de piedra. En un comienzo eran doce lajas, luego se añadían seis más. Los litófonos no eran instrumentos melódicos propiamente dicho, sino puntos de r'i-tse (instrumentos) y chung-lu (canto) y en recuerdo de los primeros antepasados en wu-i(instrumentos) y chia-chung (canto). Todo esto debía relacionarse, asimismo, con danzas específicas.
Los litófonos de doce lajas se ubicaban en dos hileras de seis cada una. La hilera inferior correspondía a los lu impares (principio YAN, masculino)y la superior a los lu pares (principio YIN, femenino). Según VAN AALST, el primer lu es la perfección en sí mismo pues de él depende todo el sistema, es la fuente de origen del mismo, es el sistema en potencia. Por eso a la hilera impar le correspondía el principio YAN.
Cada vez que un tubo masculino produce uno femenino, el masculino, es esposo y el femenino esposa. Cada vez que un tubo femenino produce uno masculino, el tubo femenino es la madre y el masculino el hijo.
Los cinco primeros sonidos del ciclo de quintas constituyen la escala usual básica, pentatónica anhemitonal (sin semitonos).
Desde el año 1300 a. C. se usaban solo las cinco primeras notas de la serie donde cinco transposiciones modales, o sea que tomando como tónica cada uno de sus sonidos, el número teórico de modos posibles de obtener e un litófono de 12 lajas es de 60 modos pentatónicos, y 84 si se trata de escalas con piens. Este número de escalas posibles variaba también según las dinastías, y asimismo variaba el número de escalas reales empleadas.

#### Mesopotamia
En Mesopotamia los músicos eran considerados personas de gran prestigio, acompañaban al monarca no solo en los actos de culto, sino también en las suntuosas ceremonias de palacio y en las guerras. El arpa es uno de los instrumentos más apreciados en Mesopotamia. Cada una de las civilizaciones que tuvieron allí presencia dejó su poso cultural y sus influencias musicales.
Mesopotamia ha sido centro de influencia para multitud de pueblos y civilizaciones: hititas, frigios, fenicios, israelitas, egipcios, griegos, persas, árabes, tribus indoeuropeas, y los pueblos de la India antigua. La música de Mesopotamia, sobre todo sus instrumentos, se hallan en esos países aunque a veces considerablemente modificados.

#### Antiguo Egipto
La música en Egipto poseía avanzados conocimientos que eran reservados para los sacerdotes, en el Imperio Nuevo utilizaban ya la escala de siete sonidos. Este pueblo contó con instrumentaría rico y variado, algunos de los más representativos son el arpa como instrumento de cuerda y el oboe doble como instrumento de viento.
La música egipcia intervenía en todas las etapas de la vida. Bailarinas y flautistas acompañaban a los trabajadores en el campo o en las fiestas de vendimia. Particular relieve o desarrollo se daría en los templos y ceremonias religiosas.
También se desarrolló la música en el ámbito militar.
Los instrumentos musicales que destacan en Egipto son: el arpa, la lira, el laúd y el sistro.
El sistro es un instrumento de percusión con un marco de madera en forma de U y unas barras metálicas. En los instrumentos de viento contaban con la flauta recta y la chirimía doble y además en los desfiles militares se usaba la trompeta.
También Ptolomeo y Ctesibio, que inventó el órgano hidráulico.
Instrumento en el que el suministro de aire de los tubos lo da un mecanismo que utiliza la presión del agua. Era una música no sistematizada, pero sabemos que combinaba una serie limitada de sonidos no demasiado alejados los unos de los otros.

### La música en la Antigüedad clásica
La Antigüedad clásica o greco-romana dio origen al arte clásico que, en sus aspectos de arte visual (y sobre todo en escultura y arquitectura), influyó de modo extraordinario en la conformación del arte occidental, así como su producción literaria, filosófica, científica y jurídica lo hizo igualmente en la cultura de la civilización occidental. Los aspectos musicales, en cambio, no pudieron conservarse del mismo modo, dada su propia naturaleza efímera y su transmisión mediante el ejemplo, pues no se desarrollaron formas de notación musical. Sin embargo hay testimonios literarios y reproducciones artísticas que permiten ver la importancia de la música en esta época y lugares.

#### Antigua Grecia
En Grecia aparecen las primeras manifestaciones musicales descifrables y escritas que actualmente se conservan en manuscritos. Es de los griegos de donde viene la palabra música (mousike) que engloba tanto la poesía como la danza y la música. Consideraban que la música tiene su origen en los dioses y semidioses (origen divino) tales como Apolo, Anfión y Orfeo, y muchos griegos como Platón la consideraban la base de la educación (escribió un capítulo sobre ello en La República). La escritura musical la realizaban con las letras del alfabeto. Existiendo distintas escalas que a su vez formaban modos, que es de donde derivan nuestros tonos modernos. Algunos de estos modos (escalas modales o griegas) siguen considerándose hoy, incluso se han usado en la música popular. De la gran importancia que la música alcanzó en Grecia son muestra tales eventos como la competición musical que se celebraba todos los años en Atenas, las canciones que acompañaban a las representaciones teatrales y los frecuentes festivales en honor al dios Dioniso. Los instrumentos musicales más destacados fueron; el arpa, la lira, la kithara, el aulós (que es una especie de flauta de doble caño), los krotala (castañuelas) y los kymbala (címbalos), el sistro y varios tipos de tambores como por ejemplo el tympanum. La lira y la cítara fueron los instrumentos reservados para la Polis, y, tal como se muestra en algunas esculturas o dibujos, son los más usados en la vida musical cotidiana. 
Escena de un banquete hacia el siglo II a. C. Este bajorrelieve procede de la cultura indo-griega. Era habitual encontrar a un músico tocando una siringa o similar. En la antigua Grecia, la música se vio influenciada por todas las civilizaciones que la rodeaban, dada su importante posición estratégica. Culturas como la mesopotámica, etrusca, egipcia o incluso las indoeuropeas fueron de importante influencia tanto en sus músicas como en sus instrumentos musicales. Los griegos daban mucha importancia al valor educativo y moral de la música por ello está muy relacionada con el poema épico. Aparecen los aedos que, acompañados de una lira, vagaban de pueblo en pueblo mendigando y guardando memoria oral de la historia de Grecia y sus leyendas. Fue entonces cuando se relacionó la música estrechamente con la filosofía. Los sabios de la época resaltan el valor cultural de la música. Pitágoras la considera una medicina para el alma, y Aristóteles la utiliza para llegar a la catarsis emocional.
Posteriormente aparece en Atenas el ditirambo, cantos dirigidos a Dionisio, acompañados de danzas y el aulos. Surgen asimismo dramas, tragedias y comedias de una manera combinada pero sin perder la danza, la música y la poesía.

#### Roma
La música en Roma es heredera de la música en otras civilizaciones, especialmente de la griega. Desde la antigüedad existieron escuelas de flauta y trompeta. En esta época adquieren gran importancia las representaciones teatrales acompañadas por música y el acompañamiento musical en el anfiteatro, además juglares y acróbatas actuaban por las calles de la ciudad acompañados de personas que tocaban la pandereta y la tibia (flauta en forma de hueso). Era frecuente que los matrimonios más ricos diesen conciertos en sus villas.
Entre los instrumentos musicales de Roma destacaban trompetas y címbalos (platillos metálicos), la tibia y se valían de tambores y órganos.
La música militar tuvo un gran desarrollo en esta época.
Roma conquistó Grecia, pero la cultura de esta era muy importante, y aunque ambas culturas se fundieron, Roma no aportó nada a la música griega. Eso sí, evolucionó a la manera romana, variando en ocasiones su estética. Habitualmente se utilizaba la música en las grandes fiestas. Eran muy valorados los músicos virtuosos o famosos, añadiendo vertientes humorísticas y distendidas a sus actuaciones. Estos músicos vivían de una manera bohemia rodeados siempre de fiestas.
En los teatros romanos se representaban comedias al estilo griego. Los autores más famosos fueron entre otros Plauto y Terencio. La tragedia tuvo trascendencia siendo su máximo cultivador Séneca. La música tenía un papel trascendental en estas obras teatrales.
Los romanos intentan imitar estas artes y añaden el elemento de la música vocal. A estos nuevos artistas se les denominó histriones, que significa bailarines en etrusco. Con la fundación de Roma sucede un hito musical, los ludiones, estos eran unos actores de origen etrusco que bailaban al ritmo de las tibiae, una especie de aulós. Ninguna música de este estilo ha llegado hasta nosotros salvo un pequeño fragmento de una comedia de Terencio. Cuando el imperio romano se consolida, llega la inmigración que enriquece considerablemente la cultura romana. Fueron relevantes las aportaciones de Siria, Egipto y España. Vuelven a aparecer antiguos estilos como la citarodia (versos con cítara) y la citarística (cítara sola virtuosa). Eran habituales los certámenes y las 
competiciones en esta disciplina. Pese a todo esto, no está claro que Roma valorara institucional y culturalmente a la música y todos los sonidos realizados.